# Sinibrama
A Sinibrama  a csontos halak (Osteichthyes) főosztályának sugarasúszójú halak (Actinopterygii)  osztályába, a pontyalakúak (Cypriniformes) rendjébe, a pontyfélék (Cyprinidae) családjába, és az Cultrinae alcsaládjába tartozó nem.

## Rendszerezés
A nemhez az alábbi 6 faj tartozik.
- Sinibrama affinis
- Sinibrama longianalis
- Sinibrama macrops
- Sinibrama melrosei
- Sinibrama taeniatus
- Sinibrama wui